# Helopeltis lalandei
Helopeltis lalandei là một loài côn trùng trong họ Miridae. Loài này được Carayon miêu tả khoa học đầu tiên.
Đây là loài gây hại của cây Theobroma cacao, phát triển phổ biến ở Ghana.